# آرمان پاشیکیان
آرمان پاشیکیان (ارمنی: Արման Փաշիկյան; زاده ۲۸ ژوئیهٔ ۱۹۸۷) استادبزرگ شطرنج اهل ارمنستان است.
وی قهرمان جوانان ارمنستان در سال‌های ۱۹۹۷ و ۱۹۹۸ بود. همچنین وی برنده مدال نقره رده‌های سنی زیر دوازده سال (۱۹۹۹) و زیر چهارده سال (۲۰۰۱) شد. پاشیکیان در مسابقات قهرمانی اروپا به مقام چهارمی دست یافت. وی در سال ۲۰۰۳ به صورت مشترک دو مقام اول قهرمانی شطرنج ارمنستان را کسب نمود.
در سال ۲۰۰۵، وی قهرمانی شطرنج سریع جوانان اروپا مدال طلا را کسب نمود.
پاشیکیان در ۳۹مین دوره المپیاد شطرنج در خانتی-مانسییسک عضو تیم ارمنستان بود.
در فوریه ۲۰۱۲ در ۲مین دوره آزاد فردوسی در مشهد به مقام اولی رسید.
پاشیکیان با ماریا کورسووا، استادبزرگ زن ازدواج کرده‌است.
| به‌دلیل برخی مشکلات فنی، نمودارها موقتاً قابل مشاهده نیستند. اطلاعات بیشتر پیرامون این مشکل در فابریکاتور و وبگاه مدیاویکی در دسترس است. | |
| | به‌دلیل برخی مشکلات فنی، نمودارها موقتاً قابل مشاهده نیستند. اطلاعات بیشتر پیرامون این مشکل در فابریکاتور و وبگاه مدیاویکی در دسترس است. |